# Fernando Carrillo de Albornoz y Lagunas

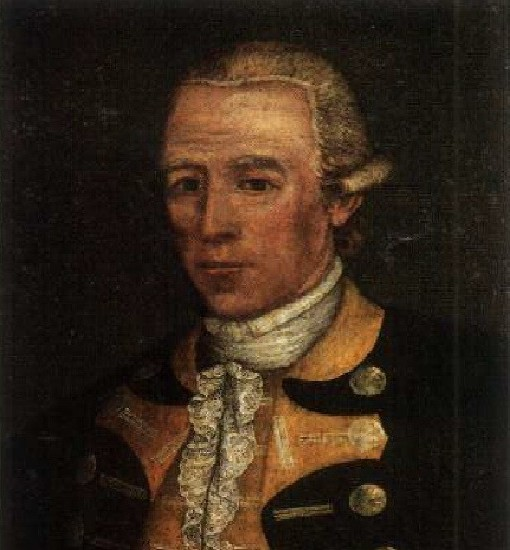
Fernando Carrillo de Albornoz y Bravo de Lagunas, VI conde de Montemar.

Fernando (de la Presa) Carrillo de Albornoz y Bravo de Lagunas, VI conde de Montemar (Lima, 5 de abril de 1727-2 de agosto de 1814) fue un aristócrata y militar peruano.

## Biografía
Nacido en Lima, fue el segundogénito de Diego Miguel Carrillo de Albornoz de la Presa, IV conde de Montemar, y Mariana Bravo de Lagunas y Villela, señora del Castillo de Mirabel. Entre sus hermanos estuvieron Diego José, V conde de Montemar; Rosa María, marquesa de Lara; Juan Bautista, marqués de Feria; e Isabel, marquesa de San Miguel de Híjar.
Realizó sus estudios en el Real Colegio de San Martín de Lima y siguió la carrera militar como coronel de los Reales Ejércitos y del regimiento de caballería de Chincha.
En 1764, se casó en Chincha con María Rosa de Salazar y Gaviño, II condesa de Monteblanco, hija de Agustín de Salazar. De este matrimonio se constituyó una de las mayores fortunas del virreinato a finales del siglo XVIII, especialmente por los mayorazgos de los Salazar y de la Presa y por las haciendas en el valle de Chincha.
Fue alcalde provincial de Chincha, regidor perpetuo y alcalde ordinario de Lima (1766) y juez subastador del ramo de Temporalidades, que se hizo cargo de los bienes jesuitas tras la expulsión de 1767. Además, ostentó los cargos honoríficos de escribano mayor de la Mar del Sur y alférez real de Lima, este último por fallecimiento de su yerno el marqués de Castellón. En 1795 fue condecorado con la cruz de caballero de la Orden de Montesa. 
En 1790, tras la muerte sin sucesión de su hermano Diego José, heredó el Condado de Montemar, el mismo al que renunció en favor de su tercer hijo Fernando, conservando para sí el título de su esposa, quien falleció en 1810.
Falleció en Lima en 1814.

### Descendencia
De su matrimonio con la condesa de Monteblanco tuvo siete hijos, varios de ellos próceres de la Independencia:
- Agustín Carrillo de Albornoz (1765-), comandante de las Milicias de Chincha.
- Diego Carrillo de Albornoz (1766-), comandante del Regimiento de Caballería de la Reina.
- Fernando Carrillo de Albornoz, VII conde de Montemar (1769-1839).
- Francisca Carrillo de Albornoz (1771-), casada con Juan José Fernández de Paredes Geldres, heredero del marquesado de Salinas.
- Petronila Carrillo de Albornoz (1773-), casada con Antonio José de Boza, III marqués de Casa Boza.
- Josefa Carrillo de Albornoz, casada con Juan de Buendía Lescano, IX marqués de Castellón.
- Rosa Carrillo de Albornoz (1781-), casada con Gaspar de Orue y Mirones.